# Sagina abyssinica
Sagina abyssinica är en nejlikväxtart. Sagina abyssinica ingår i släktet smalnarvar, och familjen nejlikväxter.

## Underarter
Arten delas in i följande underarter:
- S. a. abyssinica
- S. a. aequinoctialis